# Rencise Perez
Rencise Perez – kubański bokser, złoty medalista Igrzysk Dobrej Woli 2001 w Brisbane, mistrz Kuby z roku 2001 oraz wicemistrz Kuby z roku 1997 i 2002
W półfinale Igrzysk Dobrej Woli 2001 pokonał Kazacha Galiba Żafarowa, a w finale reprezentanta Szwecji Majida Jelili.